# 구스 (성경 인물)
구스 또는 쿠시(/kʊʃ, kʌʃ/ 히브리어: כּוּשׁ Kūš; 그으즈어: ኩሽ)는 히브리어 성경에 따르면 함의 맏아들이자 노아의 손자이다. 미스라임, 붓, 가나안의 형제이자 니므롯의 아버지였다.
구스는 전통적으로 홍해 근처에 위치한 것으로 알려진 고대 영토인 "구스 땅"의 조상으로 여겨진다. 구스는 성경에서 쿠시 왕국 또는 고대 아이티오피아로 식별된다. 쿠시어파는 구스의 이름을 따서 명명되었다.

## 식별
구스는 누비아 북부의 이집트 이름인 카쉬에서 유래했을 수 있는데, 이는 나중에 나파타의 쿠시 왕국으로 알려지게 되었다. 또는 메소포타미아 도시 키시의 오역일 수도 있다.
쿠시라는 형태는 멘투호테프 2세 (기원전 21세기)의 재위 초기에 누비아 지역에 대한 그의 군사 작전을 자세히 설명하는 비문에 이집트 기록에 나타난다. 구약 성경이 편찬될 당시와 고대 전반에 걸쳐 누비아 왕국은 오늘날 수단에 있는 메로에에 중심을 두고 있었다.
성경학자 케빈 버렐은 민족 목록의 구스가 원래 메소포타미아 동쪽 지역을 가리키는 지명이었던 멜루하라고 보았다. 멜루하는 기원전 2천년 중반 이후 누비아의 쿠시 영토와 동일시되었다. 버렐에 따르면, 이것은 구스의 아들 니므롯을 통한 성경 이야기에서의 메소포타미아 연결과 그의 이름이 누비아 왕국에서 유래했다는 사실을 모두 설명한다.

## 성경에 대한 언급

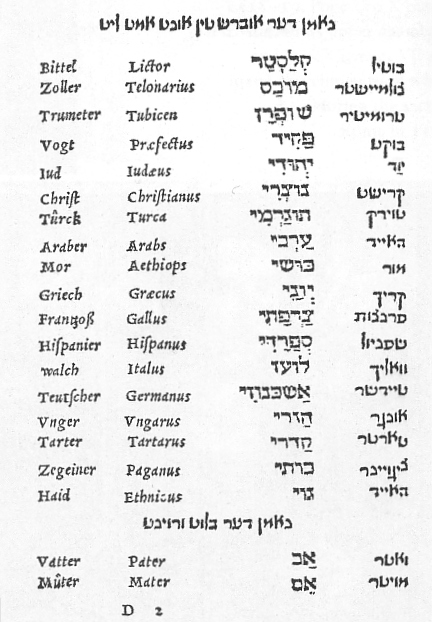
엘리야 레비타의 16세기 이디시-히브리어-라틴어-독일어 사전 페이지에는 "כושי" 쿠시인 또는 쿠시라는 단어를 라틴어로 "아이티옵스", 독일어로 "모르"로 번역한 민족 목록이 포함되어 있다.

구스의 아들들은 니므롯, 세바, 하윌라, 삽다, 라마, 삽드가였다.

## 전통적 견해
플라비우스 요세푸스는 함의 아들이자 노아의 손자인 구스 민족에 대해 다음과 같이 설명한다: "함의 네 아들 중에서 구스의 이름은 전혀 상하지 않았다. 그가 다스렸던 에티오피아인들은 오늘날에도 아시아의 모든 사람들에 의해 쿠시족으로 불린다"(유대 고대사 1.6).
요세푸스는 "에티오피아인"을 고전적 의미로 사용했으며, 이는 오늘날 수단의 나파타와 메로에를 중심으로 한 쿠시 왕국을 지칭한다. 성경의 구스는 이 지역과 지리적으로 연관되어 있으며, 현대 에티오피아와는 다르다.
민수기 12:1에는 모세가 "쿠시 여인"(אִשָּׁה כֻשִׁית, ishah kushit)과 결혼했다고 기록되어 있으며, 이로 인해 미리암과 아론의 비판을 받았다:
"미리암과 아론이 모세가 쿠시 여인과 결혼한 일로 그를 비방하였다. 그가 쿠시 여인을 아내로 맞이하였기 때문이었다." (민수기 12:1, 히브리어 성경)
이 여인의 정체는 성경학계에서 널리 논의되어 왔다. 출애굽기에는 모세의 아내가 미디안 제사장 이드로의 딸 십보라로 기록되어 있다(출애굽기 2:15–21). 미디안은 전통적으로 아라비아반도 북서부에 위치하며, 일반적으로 성경 지리학에서 이집트 남쪽에 있는 누비아 또는 고대 수단에 해당하는 구스 지역에 있지 않다.
일부 주석가들은 민수기 12:1의 "쿠시 여인"을 십보라의 피부색이나 외국인 신분을 나타내는 비유적이거나 묘사적인 표현으로 해석하는 반면, 다른 이들은 이 여인이 십보라와는 다른 모세의 두 번째 아내를 지칭할 수 있다고 주장한다. 중요한 헬레니즘 유대교 자료인 에제키엘 비극 작가의 '엑사고게'(기원전 2세기)는 십보라의 기원에 대한 다른 버전을 제시한다. 유세비우스의 '프라이파라티오 에방겔리카'(9.29.7-8)에 보존된 60-65단편에서 십보라는 자신의 고향을 리비아라고 묘사한다. 리비아는 이집트 서쪽과 남쪽 지역을 통칭하는 그리스어 용어였다. 그녀는 자신의 아버지를 "아이티오피아인, 즉 검은 피부를 가진 사람들"이 사는 땅의 통치자라고 언급한다:
"낯선 이여, 이 땅은 리비아라고 불린다. 이곳에는 다양한 민족, 즉 아이티오피아인, 검은 피부를 가진 사람들이 살고 있다. 한 남자가 이 땅의 통치자인데, 그는 왕이자 장군이다. 그는 국가를 다스리고, 백성을 심판하며, 제사장이기도 하다. 이 남자가 나의 아버지이자 그들의 아버지이다."
이 극적인 재해석은 십보라를 고대에는 누비아인이나 상나일 지역의 검은 피부를 가진 사람들을 지칭하는 데 자주 사용되었던 용어인 에티오피아인(그리스어: Aithiopes)이 거주하는 아프리카 왕국 출신으로 그려낸다. 학자들은 '엑사고게'를 헬레니즘 유대교인들이 성경 이야기를 그리스 지리 및 민족지학적 이해와 통합한 사례로 보며, 이는 민수기의 "쿠시 여인"과 모세의 아내를 화해시키려는 문학적 시도였을 수 있다고 본다.
서기 5세기 동안 아람인 및 아시리아인 기독교 작가들은 때때로 히먀르 왕국의 히먀르인들을 쿠시족과 아이티오피아인으로 묘사했다.
페르시아 역사학자 알타바리 (서기 915년경)는 구스의 아내 이름이 티라스의 아들 바타윌의 딸인 카르나빌이었고, 그녀가 그에게 "아비시니아인, 신드인, 인도인"을 낳았다는 전통을 기록한다.
1770년경 에티오피아고원을 방문했던 탐험가 제임스 브루스는 "아비시니아인들 사이에서 예로부터 전해 내려오는 전통"에 대해 썼다. 홍수 이후 구스(함의 아들)는 가족과 함께 나일 강을 따라 여행하여 당시에는 사람이 살지 않던 아트바라 평야에 도착했고, 거기서 에티오피아 고원 지대를 볼 수 있었다. 그들은 그곳으로 올라가 악숨을 건설했고, 얼마 후 저지대로 돌아와 메로에를 건설했다. 그는 또한 자신의 시대 유럽 학자들이 구스가 아라비아와 예멘, 지부티, 에리트레아 사이에 위치한 바브엘만데브 해협을 통해 아프리카에 도착했을 것이라는 기존 이론 때문에 이러한 기록을 일축했다고 주장한다. 또한, 악숨의 거대한 오벨리스크는 구스가 자신의 할당된 영토를 표시하기 위해 세웠으며, 그의 아들 이티오피스는 그곳에 묻혔다고 악숨의 책에 기록되어 있는데, 브루스는 이 책이 케브라 나가스트와 동등하게 아비시니아 전역에서 숭배받았다고 주장한다.
요한 미하엘리스와 로젠뮐러 같은 학자들은 구스라는 이름이 아라비아반도 (예멘)와 북동 아프리카의 홍해 양쪽 지역에 적용되었다고 지적했다.
프랜시스 브라운 교수는 쿠시인들이 아프리카인과 아시아인 모두를 지칭했으며, 후자는 카시트인으로 식별되었다고 주장했다. 브라운은 창세기에 나오는 쿠시인, 예를 들어 니므롯은 문맥 정보를 바탕으로 아시아인이었다고 믿는다. 아시아인 이론은 유리스 자린스와 같은 고고학자들에 의해 지지받았다.